# Војна академија 2
Војна академија 2 је српски филм из 2013. и представља наставак ТВ серије Војна академија из 2012. године. Режирао га је Дејан Зечевић, а сценарио су писали Бобан Јевтић и Гордан Михић.
Филм је премијерно приказан 6. новембра 2013. у Сава центру. Упоредо са филмом, снимана је друга сезона телевизијске серије од седам епизода, која је премијерно емитована у фебруару и марту 2014. године.

## Радња
Крај школовања се приближава и притисак на младе кадете расте. Свакодневни живот на Војној академији, захтевна обука и високи стандарди школовања преплићу се с приватним проблемима и искушењима амбициозних младића и девојака који се налазе на животној прекретници. Ко ће завршити академију, а ко ће одустати? Које љубави ће издржати тест времена и разна искушења а које везе ће се неповратно угасити?

## Улоге
| Глумац                      | Улога                              |
| --------------------------- | ---------------------------------- |
| Радован Вујовић             | Радисав Рисовић Рис                |
| Бојан Перић                 | Данијел Стошић                     |
| Иван Михаиловић             | Мирко Клисура                      |
| Бранко Јанковић             | Живојин Џаковић                    |
| Никола Ракочевић            | Милан Лакићевић Лаки               |
| Младен Нелевић              | Десимир Џаковић                    |
| Јелисавета Орашанин         | Весна Роксандрић Роксанда          |
| Тијана Печенчић             | Милица Зимоњић Зимче               |
| Драгана Дабовић             | Инес Шашвари Шаша                  |
| Тамара Драгичевић           | Надица Арсић                       |
| Ања Станић                  | Лела                               |
| Невена Ристић               | Биса Томић                         |
| Љубомир Бандовић            | капетан Жарач                      |
| Небојша Миловановић         | капетан Кашанин                    |
| Милош Тимотијевић           | капетан Видоје Васиљевић           |
| Јелена Јовичић              | психолог Весна                     |
| Јелица Сретеновић           | Буразер                            |
| Милица Михајловић           | куварица Шеки                      |
| Бранислав Лечић             | начелник генерал Никола Стефановић |
| Горан Јокић                 | капетан Радомир Ковачевић          |
| Нина Граховац               | поручник Луковић                   |
| Тихомир Станић              | пуковник Зековић                   |
| Марко Јањић                 | дежурни Бајић                      |
| Слободан Стефановић         | физиотерапеут Мики                 |
| Миодраг Кривокапић          | професор Вилотић                   |
| Ивана Михић                 | Емилија Стошић                     |
| Воја Брајовић               | Стошићев отац                      |
| Дара Џокић                  | Рисова мајка                       |
| Феђа Стојановић             | Рисов отац                         |
| Власта Велисављевић         | Рисов деда                         |
| Софија Рајовић              | Ивана                              |
| Владо Георгиев              | Владо Георгиев                     |
| Марија Вељковић Миловановић | докторка                           |